# Kristine Kathryn Rusch
 (juillet 2024).
Pour les articles homonymes, voir Rusch.
Œuvres principales
- Cycle Les Fey

Kristine Kathryn Rusch, née le 4 juin 1960 à Oneonta dans l'État de New York, est un auteur de roman américaine. Elle a écrit sous les pseudonymes de Kris Rusch, Kris Nelscott, Kristine Grayson, Sandy Schofield, Kathryn Wesley.

## Biographie
Kristine Kathryn Rusch est née le 4 juin 1960 à Oneonta dans l'État de New York. Elle reçoit, entre autres, le prix Hugo 1994 et le prix World Fantasy pour son travail d'éditrice du The Magazine of Fantasy & Science Fiction, ainsi que le prix Locus du meilleur roman court 1992 pour la nouvelle La Galerie de ses rêves (The Gallery of His Dreams) et du meilleur essai. Elle écrit de nombreuses nouvelles de science-fiction et de fantastique avant de se lancer dans la fantasy avec son grand cycle des Fey. Elle vivait avec son mari, l'écrivain Dean Wesley Smith, dans les montagnes de l'Oregon mais a déménagé à Las Vegas en 2018 pour des raisons de santé.

## Œuvres

### SérieLes Fey
1. (en) The Sacrifice, 1995
  1. L'Invasion, Rivages  (ISBN 2-7436-0780-7)Réédition, Pocket, coll. « Science-fiction » no 5778, 2004 (ISBN 2-266-11994-X)
  2. Le Sacrifice, Rivages  (ISBN 2-7436-0859-5)Réédition, Pocket, coll. « Science-fiction » no 5779, 2004 (ISBN 2-266-11993-1)
2. (en) The Changeling, 1996
  1.  Le Changelin, Rivages  (ISBN 2-7436-0963-X)Réédition, Pocket, coll. « Science-fiction » no 5798, 2005 (ISBN 2-266-12826-4)
  2. Les Représailles, Rivages  (ISBN 2-7436-0994-X)Réédition, Pocket, coll. « Science-fiction » no 5821, 2005 (ISBN 2-266-13658-5)
3. (en) The Rival, 1997
  1.  Le Rival, Rivages  (ISBN 2-7436-1099-9)
  2. L'Exil, Rivages  (ISBN 2-7436-1165-0)
4. (en) The Resistance, 1998
  1.  Le Mystère, Rivages  (ISBN 2-7436-1267-3)
  2. La Résistance, Rivages  (ISBN 2-7436-1314-9)
5. (en) Victory, 1998

### SérieBlack Throne
1. (en) The Black Queen, 1999
2. (en) The Black King, 2000

### SérieLes Experts récupérateurs
1. Les Disparus, Bragelonne, 2008 ((en) The Disappeared, 2002)  (ISBN 978-2-35294-136-1)Prix Endeavour 2003
2. Extrêmes, Bragelonne, 2009 ((en) Extremes, 2003)  (ISBN 978-2-35294-279-5)
3. (en) Consequences, 2004
4. (en) Buried Deep, 2005
5. (en) Paloma, 2006
6. (en) Recovery Man, 2007
7. (en) Duplicate Effort, 2009

### UniversStar Wars
- La Nouvelle Rébellion, Presses de la Cité, 1998 ((en) The New Rebellion, 1996)Réédition, Fleuve noir, coll. « Star Wars » no 27, 2000 (ISBN 2-265-06969-8)

### SérieDiving Universe
1. (en) Diving Into the Wreck, 2009
2. (en) City of Ruins, 2011
3. (en) Boneyards, 2012
4. (en) Skirmishes, 2013
5. (en) The Falls, 2016
6. (en) The Runabout, 2017
7. (en) Searching for the Fleet, 2018
8. (en) The Renegat, 2019
9. (en) Thieves, 2021

### Romans indépendants
- (en) The Omega Egg, 2007Écrit avec Tobias S. Buckell, Michael A. Burstein (en), Pat Cadigan, Bill Fawcett (en), David Gerrold, Brian Herbert, James Patrick Kelly, Kay Kenyon, Nancy Kress, Stephen Leigh, Jody Lynn Nye (en), Laura Resnick, Mike Resnick, Robert Sheckley, Dean Wesley Smith (en) et Jane Yolen.

### Nouvelles
- Maîtriser l'épée, Nestiveqnen, 2006 ((en) Controlling The Sword, 1995)Parue dans la revue Faeries n° 20, hiver 2006
- Territoire familier, Nestiveqnen, 2002 ((en) Familiar Territory, 1997)Parue dans la revue Faeries n° 7, printemps 2002
- Destin, Nestiveqnen, 2000 ((en) Destiny, 2000)(introduction à la serie des Fey) Parue dans la revue Faeries n° 3, hiver 2000-2001
- Les Oiseaux Chanteurs, Nestiveqnen, 2003 ((en) Songbirds, 2000)Parue dans la revue Faeries n° 11, été 2003

### Écrits sous le pseudonyme Kris Nelscott

#### SérieUne nouvelle aventure de Smokey Dalton
1. La Route de tous les dangers, Éditions de l'Aube, 2007 ((en) A Dangerous Road, 2000)Réédité en 2008 puis en 2010 par Points, collection Points Roman noir
2. À couper au couteau, Éditions de l'Aube, 2006 ((en) Smoke-Filed rooms, 2001)Réédité en 2007 et 2008
3. Blanc sur noir, Éditions de l'Aube, 2006 ((en) Thin Walls, 2002)Réédité en 2008
4. Les Faiseurs d'anges, Éditions de l'Aube, 2007 ((en) Stone Cribs, 2003)
5. Que la guerre soit avec nous !, Éditions de l'Aube, 2008 ((en) War at Home, 2005)
6. Quatre jours de rage, Éditions de l'Aube, 2009 ((en) Days of Rage, 2006)
7. Justice de rue, Éditions de l'Aube, 2020 ((en) Street justice, 2014)